# Sotsjiconflict
Het Sotsjiconflict was een conflict tussen het Rode Leger, de Witten en de mensjevistische Democratische Republiek Georgië tijdens de Russische Burgeroorlog. De strijd draaide om het gebied ten oosten van de Zwarte Zee rond de stad Sotsji. 

## Achtergrond

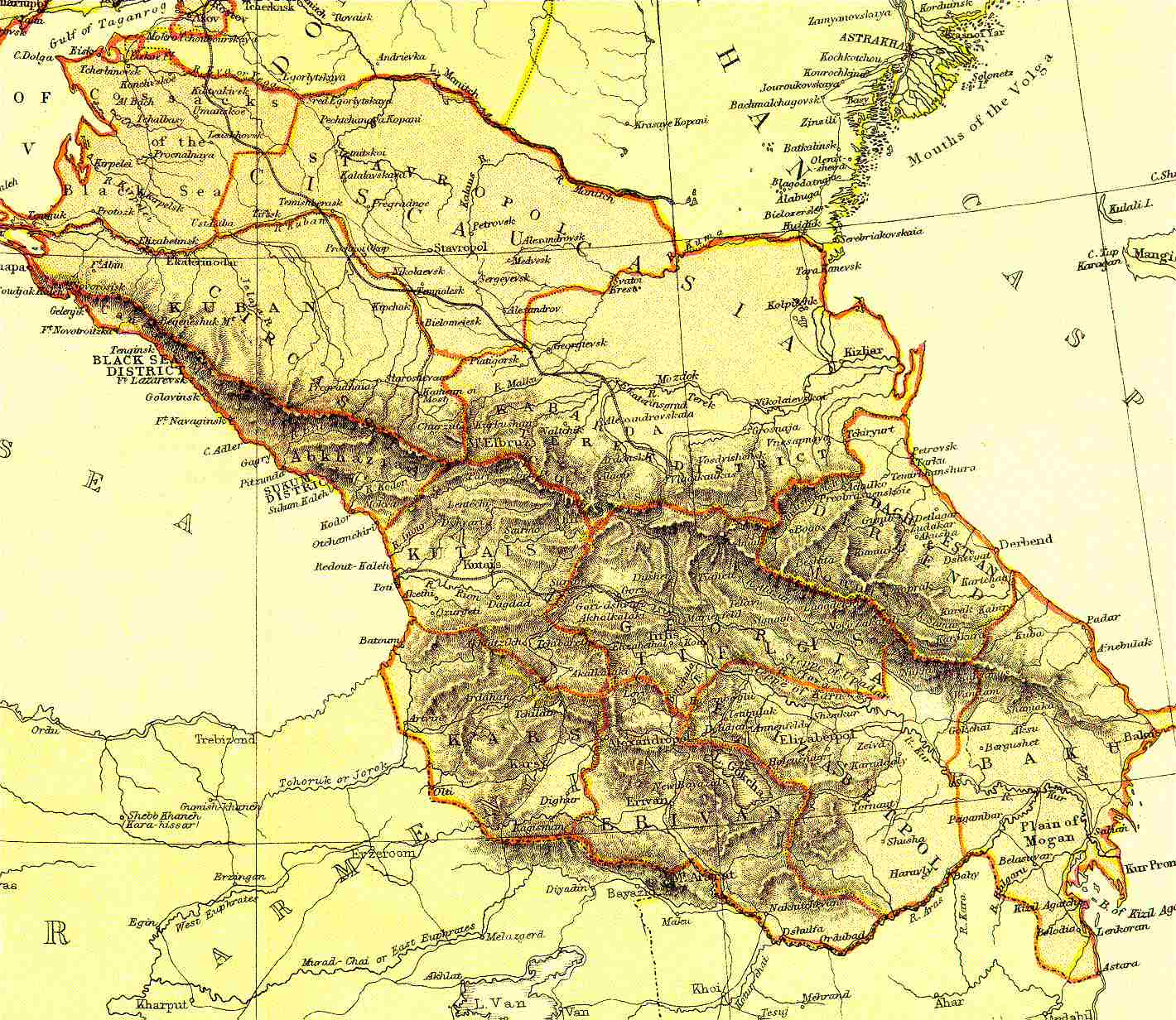
De Kaukasus in 1882. De goebernija Zwarte Zee (Black Sea district) is zichtbaar linksonder het 'Kuban district'. Sotsji is foutief aangegeven als Ft. Navaginsk (heette sinds 1874 Dachovski Posad; in 1896 Sotsji)

In het gebied rond Sotsji woonden in het begin van de 19e eeuw volkeren uit de Abchazo-Adygese taalfamilie; de Adygeeërs (Zwarte Zee-Sjapsoegi), Oebychen en Abazijnen (Sadzy-dzjigety). Voor en tijdens de Krimoorlog kwam de oorspronkelijke bevolking tegen de Russen in opstand, waarna deze na de oorlog in 1864 werden verdreven uit hun woonplaaten en naar de bergen rond Sotsji vluchtten. Een paar jaar later trokken deze gevluchten langzamerhand weer terug naar Sotsji. Het gebied werd op 25 december 1904 bestuurlijk afscheiden van het gouvernement Koetais als het gouvernement Zwarte Zee vanwege de toenemende toeristische waarde die het gebied kreeg en de bevolkingstoename die daarmee gepaard ging.
Encyclopædia Britannica schreef in 1911 dat de goebernija Zwarte Zee slechts dunbevolkt was omdat duizenden oorspronkelijke bewoners waren geëmigreerd uit het gebied (Muhajirs; emigranten waren geworden).
Toenmalige Russische bronnen spreken ook van significante groepen Armeniërs en Georgiërs onder deze emigranten. Deze emigratie kwam tot stand onder zware druk van de Russen, die het gebied zelf wilden bewonen.

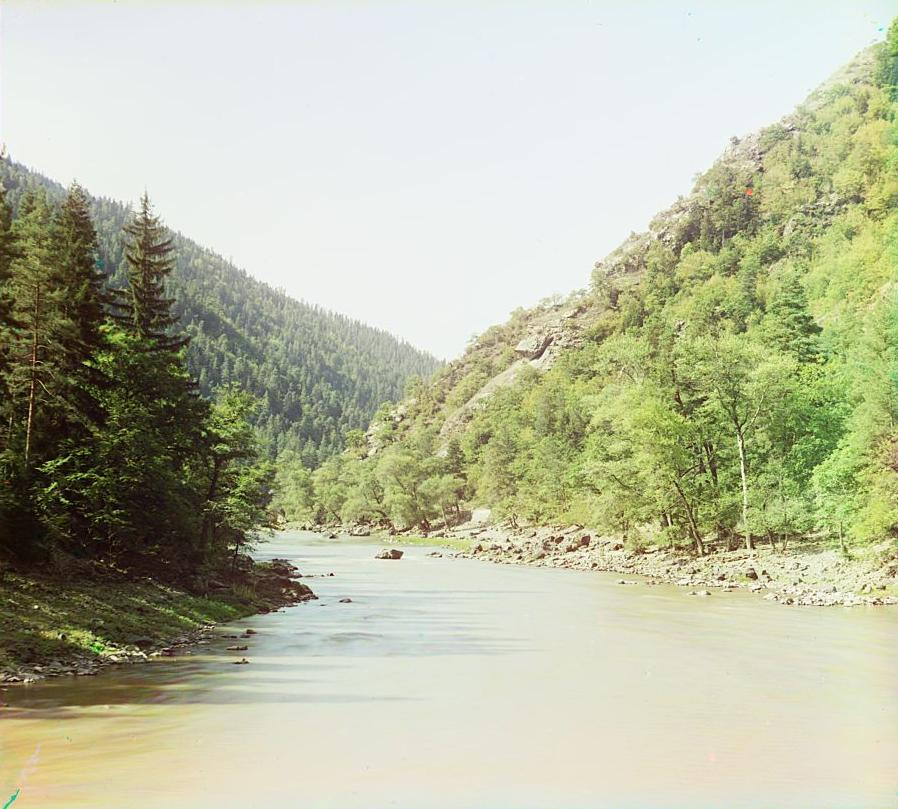
Bzipirivier (gefotografeerd door Prokoedin-Gorski tussen 1905 en 1915)

De Russische generaal Denikin en anderen besloten dat de grens tussen de democratische republiek Georgië (alhoewel nog niet erkend door zowel de witten als de bolsjewieken) en de door de witten beheerste volksrepubliek Koeban bestaan zou moeten uit de eerdere Russische goebernija's Koetaisi en Zwarte Zee, oftewel iets ten noorden van de rivier de Bzipi.
De Georgiërs ontleenden hun rechten op het gebied aan het feit dat het gebied politiek gezien onder het bestuur viel van het middeleeuwse koninkrijk Georgië toen dat op het hoogtepunt stond van zijn macht; vervolgens onder het bestuur kwam te staan van haar opvolger het Koninkrijk Imeretië en daarna onder het bestuur stond van het vorstendom Abchazië.

## Het conflict
Het conflict werd voorafgegaan door een pro-bolsjewistische opstand in Abchazië. De post-revolutionaire regering van Abchazië, de Abchazische Volksraad, riep in reactie hierop op 8 juni 1918 de hulp in van Georgië en deed daarbij ook het verzoek opgenomen te worden als autonoom gebied in Georgië. 
Een Georgisch leger onder leiding van majoor-generaal Giorgi Mazniasjvili trok daarop Abchazië binnen. Een Abchazisch cavallerieregiment, dat ter beschikking was gesteld door de lokale adel, sloot zich bij dit leger aan. Eind juni wist dit leger een bolsjewistisch offensief vanuit de richting van Sotsji neer te slaan en, volgens de instructies van Abchazische en Georgische autoriteiten, trok daarop verder noordwaarts om een bolsjewistische basis te vernietigen, die de communisten hielp. 
De Georgische veldtocht werd aangemoedigd door een Duitse militaire missie en resulteerde in een aantal veroveringen langs de Zwarte Zeekust; Adler (3 juli), Sotsji (6 juli) en Toeapse (27 juli).
Mazniasjvili kreeg kort daarop het bevel om het bestuur op zich te nemen over de Toeapse-Majkop spoorweg en zijn acties te coördineren met de Russische witte Koebanregering (volksrepubliek Koeban) en Denikin's Vrijwilligersleger, waarbij een alles-of-niets oorlog werd gevoerd tegen de bolsjewistische legers in Zuid-Rusland.
In het begin beschouwde Georgië de witten als geallieerden tegen de gemeenschappelijke gevaren uit het bolsjewistische Moskou. Toen Denikin echter kort daarop begon te spreken over een "verenigd Groot Rusland" met de Kaukasus als integraal deel, bedaarde deze vriendschap echter snel.
In begin september werden de Georgiërs gedwongen zich terug te trekken uit Toeapse door het zich terugtrekkende Taman-Rode Leger, dat door Denikin's vrijwilligersleger achterna gezeten werd. Op 8 september veroverde het witte vrijwilligersleger de plaats, waarop de bolsjewistische eenheden gedwongen werden zich verder terug te trekken tot Armavir.

Democratische Republiek Georgië met linksboven het geannexeerde gebied

Op 18 september verklaarde de raad voor Sotsji, een wetgevende macht die werd gevormd door lokale mensjewieken en sociaal-revolutionairen, dat de vereniging van de stad en haar district met Georgië een 'tijdelijke maatregel' was tegen de bedreigingen van zowel Lenin als Denikin. Georgië annexeerde daarop onmiddellijk het gebied, wat leidde tot een groot protest van de leiders van de witten.
Op 25 september 1918 kwamen de leiders van de witten en Georgië bijeen in Jekaterinodar om een vreedzame oplossing te vinden voor het betwiste gebied. Denikin eiste dat de Georgiërs zich terug zouden trekken tot de rivier de Bzipi. Er werd echter geen overeenkomst bereikt tussen beide partijen en de witten trokken zich daarop de volgende dag terug uit het vredesproces en Denikin viel Lazarevskaja binnen aan in het noorden van Sotsji maar wist de regio niet volledig te veroveren tot het Rode Leger in de Noordelijke Kaukasus volledig was verslagen. 
Op 6 februari 1919 werden de Georgische troepen teruggedreven naar de rivier de Bzipi, waarbij hun generaal Aleksandr Koniasjvili en zijn staf gevangen werden genomen door de witten bij Gagra. Georgië stuurde daarop versterkingen, maar Britse vertegenwoordigers kwamen tussen beide en stelden een demarcatielijn op langs de Bzipi. De gevangengenomen Georgische officieren werden daarop vrijgelaten.
Op 14 maart presenteerde een delegatie van Georgië op de vredesconferentie van Parijs een plan over de grenzen van het land, waarbij het een gedeelte van de eerdere goebernija Zwarte Zee opeiste, namelijk tot aan het riviertje Makopse, 14 km ten zuidoosten van Toeapse. De onderhandelingen daarover bleven echter zonder resultaat.
Op 12 april lanceerden een Georgisch Volksleger uit Soechoemi en legereenheden onder leiding van generaal Mazniasjvili een tegenoffensief. Na de Britse vredesposten aan de Bzyb te hebben omzeild, wisten deze Gagra na een bloedige slag te heroveren, en trokken daarop naar de rivier de Mechadir, waarbij ze werden ondersteund door groene Russische guerrillas. De Britten herstelden zich echter, waarna ze intervenieerden en de Georgische expansie stopten. Hierop werd door de Britten een nieuwe demarcatielijn opgesteld ten zuiden van Adler aan de rivier de Psou. Langs deze grens stelde zich een Brits expeditieleger op op verschillende posten, om een verdere uitbraak van het conflict te voorkomen.

## Uitkomsten van het conflict
Van 23 tot 24 mei kwamen Georgische, Leden van het Russische vrijwilligersleger en Britse vertegenwoordigers samen in Tbilisi om een vreedzame oplossing te vinden, waarmee het conflict grotendeels was beëindigd. Er traden echter nog geregeld schermutselingen op tot eind 1919.
De vaststelling van de huidige Russisch-Georgische grens langs de Psou was waarschijnlijk de belangrijkste uitkomst van het conflict. Deze grens kreeg de jure erkenning van de RSFSR in mei 1920 en van de geallieerden in januari 1921.